# Euphorbia hirta
Euphorbia hirta L. es una especie fanerógama perteneciente a la familia de las euforbiáceas.

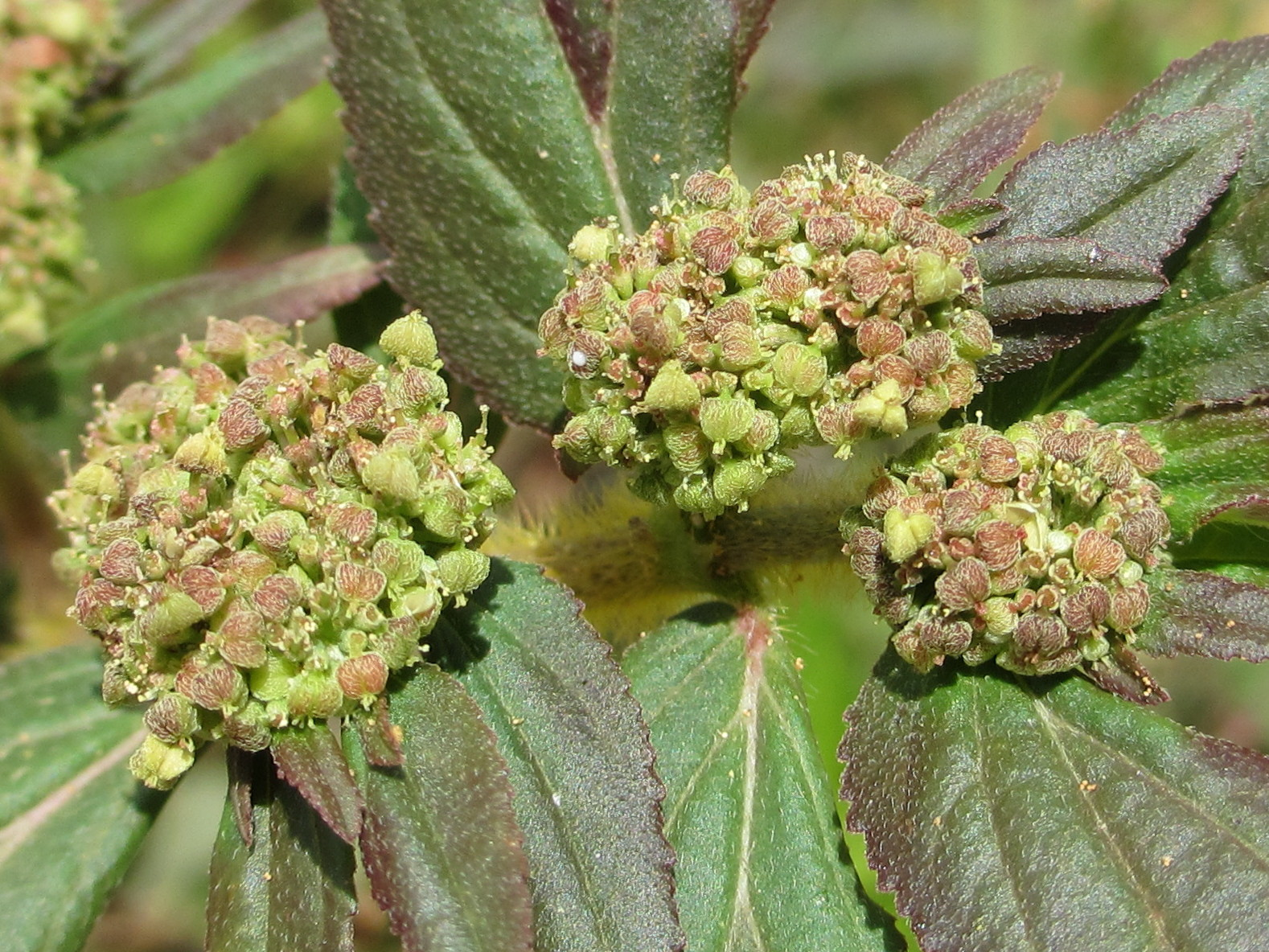
Flores

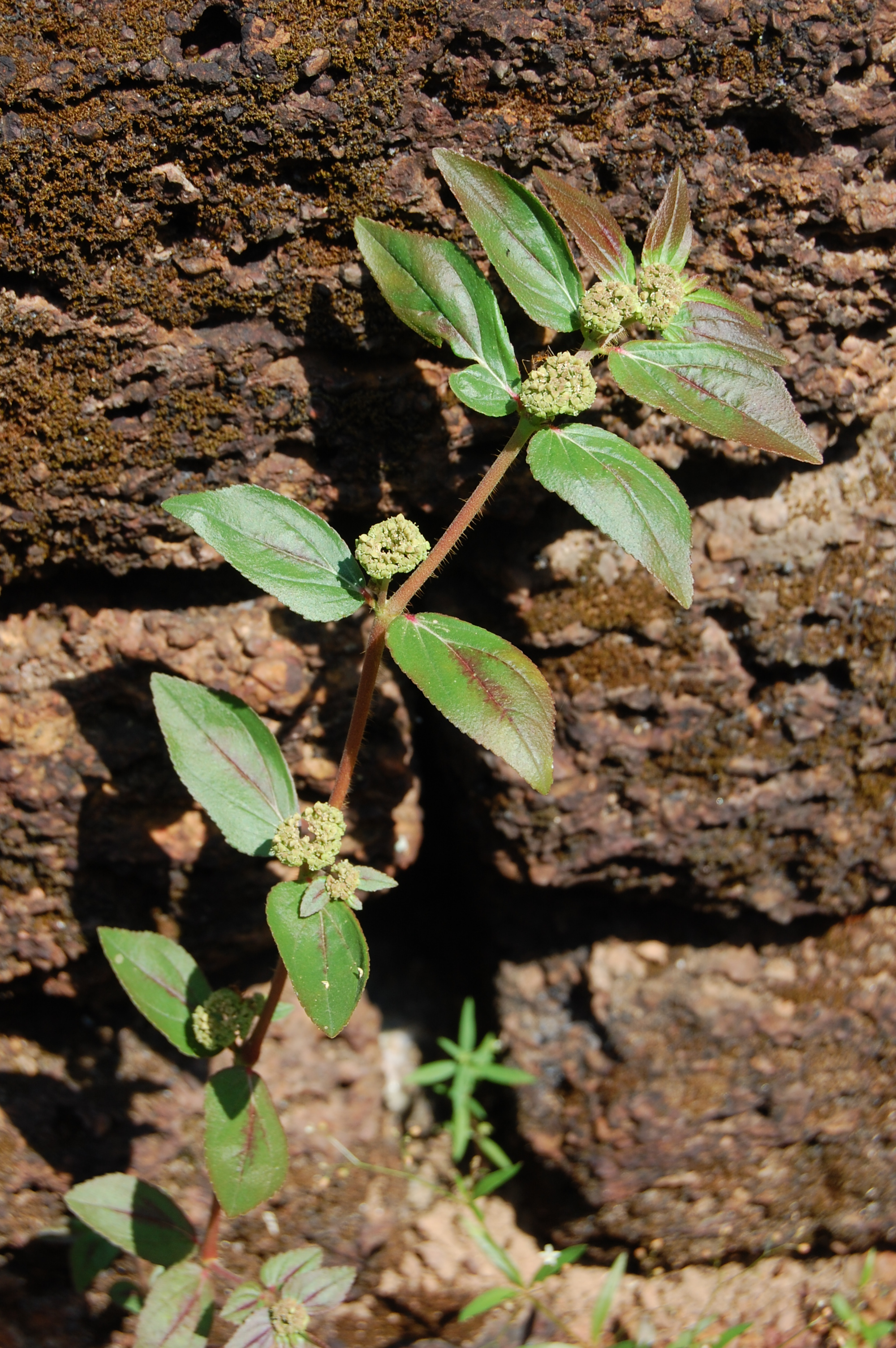
Vista de la planta

## Distribución
Es endémica de las regiones tropicales y subtropicales de América. Crece en cultivos y lugares abandonados desde el nivel del mar hasta los 2500 m s. n. m.

## Descripción
Es una planta herbácea anual, erecta o decumbente, o bien, rastrera y extendiéndose radialmente, densamente pilosa, los pelos con frecuencia multicelulares y amarillos. Alcanza los  de 50 cm de largo. El tallo es ramificado en forma dicotómica. Las hojas son opuestas, estípulas pequeñas, en forma de aristas, pecíolos de 1 a 2 mm de largo, láminas ovadas a oblongo-lanceoladas, asimétricas, de 0.4 a 4 cm de largo por 0.3 a 3 cm de ancho, ápice agudo, borde comúnmente aserrado, base marcadamente oblicua, haz poco pubescente, con frecuencia con una mancha de color rojo oscuro en el centro, envés bastante pubescente, la diferencia entre ambas caras suele ser marcadamente manifiesta. 
La inflorescencia en ciatios (inflorescencias especiales del género Euphorbia, que parecen una flor) densamente aglomerados en cimas en forma de umbela o de cabezuela, principalmente terminales; involucros pequeños, de menos de 1 mm de alto, glándulas 4, con un estípite, en forma de cúpula, con o sin apéndices petaloides blancos o rojizos, con pubescencia densa de pelos cortos. Tiene de  2 a 8 flores masculinas por ciatio. El fruto es una cápsula trilobada, de 1 a 1.7 mm de alto, con pelos cortos y aplicados, estilos de 0.2 a 0.4 mm de largo, bífidos; semillas ovoides, algo angulosas, con el ápice agudo y la base truncada, de 0.7 a 1.2 mm de largo, color rosado o café rojizo, con surcos transversales.
Características especiales: Tiene látex.

## Usos medicinales

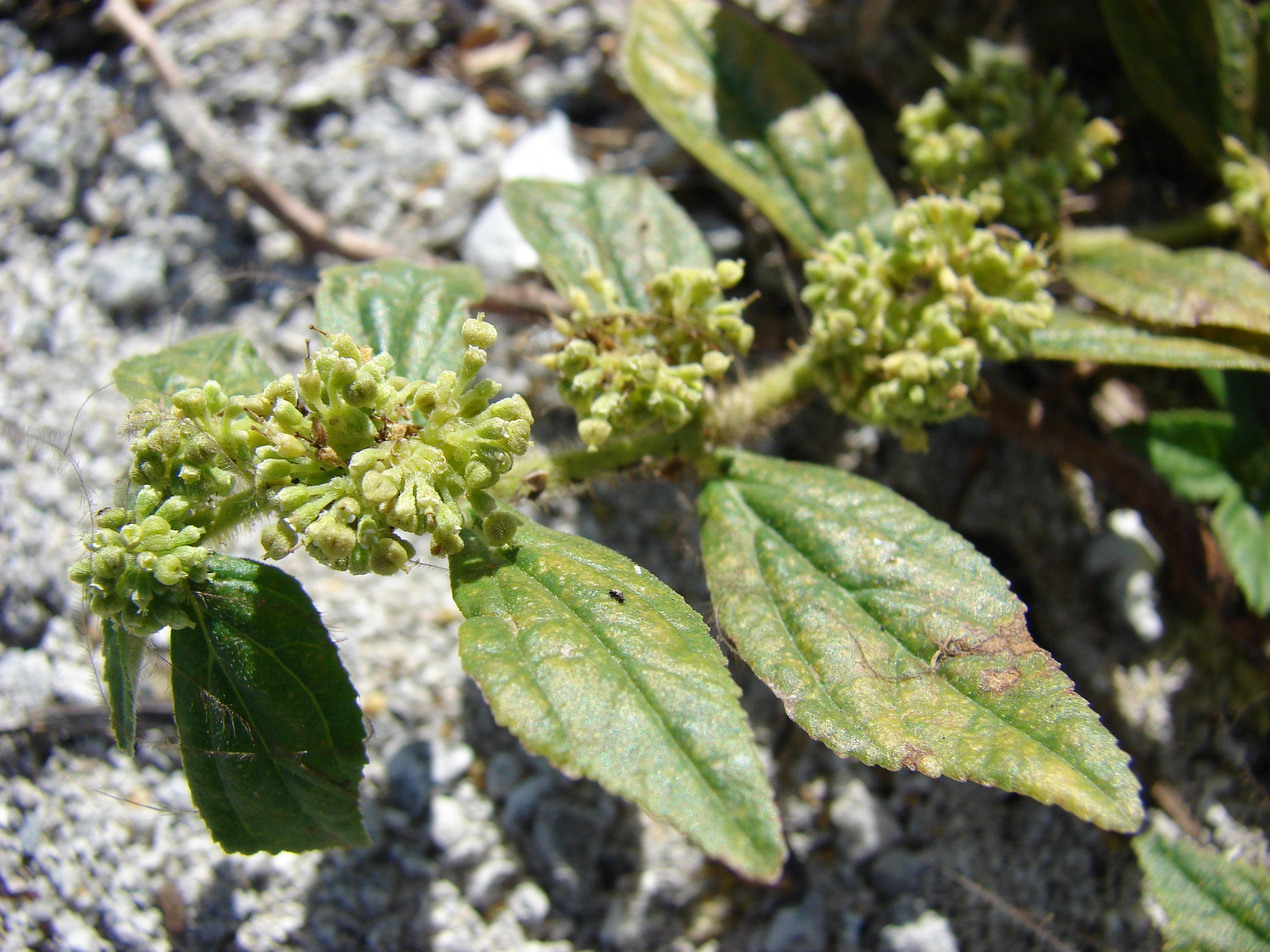
Detalle de la planta

En el tubo de ensayo, Euphorbia hirta ha demostrado que puede matar diferentes tipos de bacterias patógenas, Helicobacter pylori (débilmente), y Plasmodium (potentemente).
Euphorbia hirta ha constatado que tiene un efecto curativo en pacientes con dengue, basada en testimonios personales, en particular en las Filipinas. A pesar de su uso generalizado, no hay evidencia para apoyar esta afirmación. El Consejo Filipino para la Investigación en Salud y Desarrollo (PCHRD), el brazo de investigación de la salud del Departamento de Ciencia y Tecnología (DOST) encabeza los estudios para evaluar el componente de curación de Euphorbia hirta para el dengue. Mensajes contradictorios han sido presentados por los representantes del Gobierno de Filipinas. El Departamento de Salud (DOH) dice que Euphorbia hirta no es suficiente para los pacientes críticos con dengue, e insta a la terapia de rehidratación oral. Otros, como el exsecretario de Salud, Jaime Galvez Tan, está promoviendo activamente el medicamento a base de plantas. Dada la diversidad de la forma que puede presentar el dengue (con o sin hemorragia, varios serotipos del virus, etc), la eficacia de esta hierba pueden variar.

## Taxonomía
Euphorbia hirta fue descrita por Carlos Linneo y publicado en Species Plantarum 1: 454. 1753.
Etimología
Euphorbia: nombre genérico que deriva del médico griego del rey Juba II de Mauritania (52 a 50 a. C. - 23), Euphorbus, en su honor – o en alusión a su gran vientre –  ya que usaba médicamente Euphorbia resinifera. En 1753 Carlos Linneo asignó el nombre a todo el género.
hirta: epíteto latino que significa "peluda".

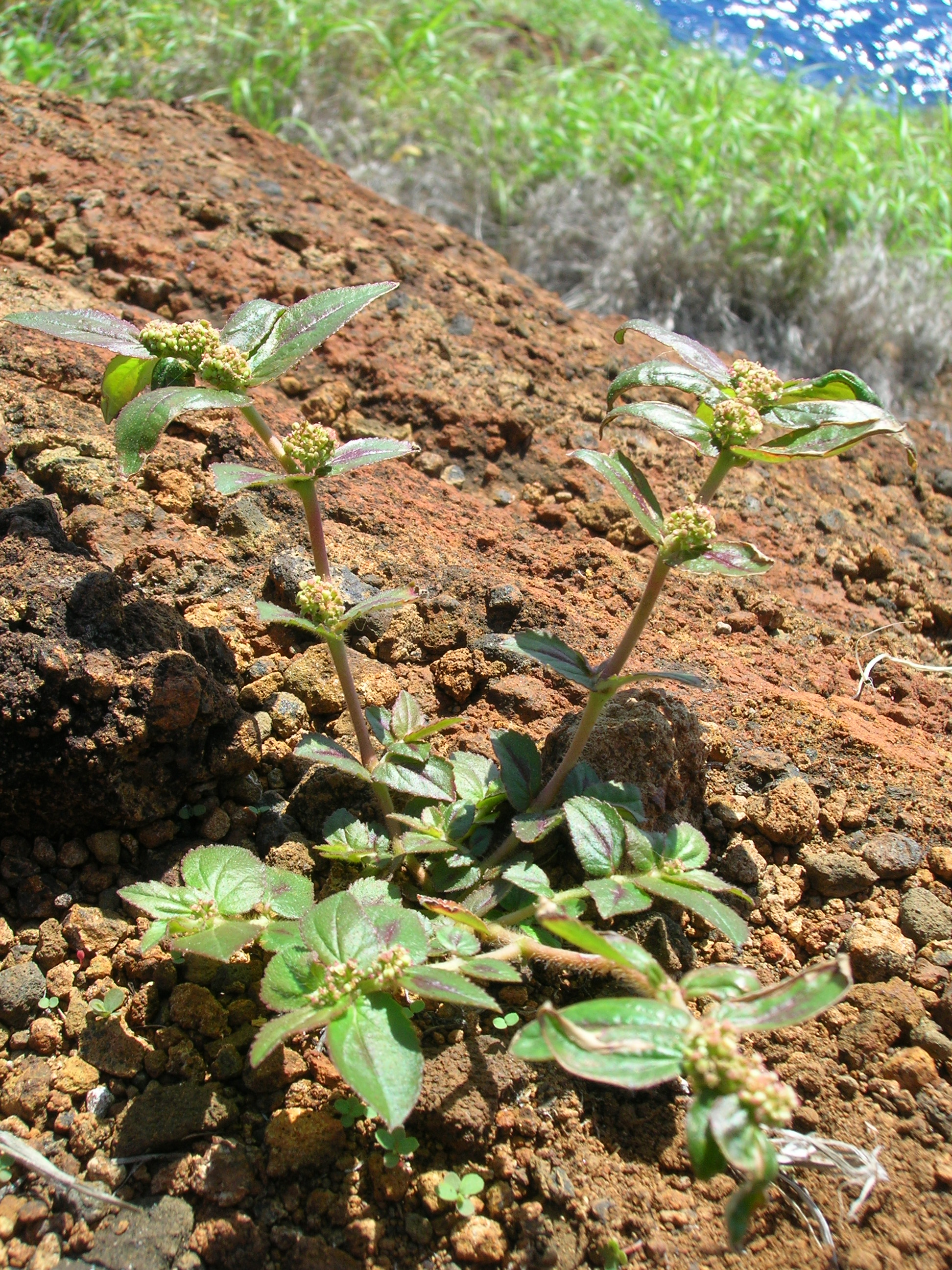
En su hábitat

## Sinonimia
- Desmonema hirta (L.) Raf. (1833).
- Ditritea hirta (L.) Raf. (1838).
- Chamaesyce hirta (L.) Millsp. (1909).
- Euphorbia pilulifera var. hirta (L.) Thell. in Asch. & Graebn. (1917).
- Euphorbia obliterata Jacq. (1760).
- Euphorbia capitata Lam. (1788).
- Euphorbia gemella Lag. (1816).
- Euphorbia globulifera Kunth in Humb. (1817).
- Euphorbia verticillata Vell. (1829), nom. illeg.

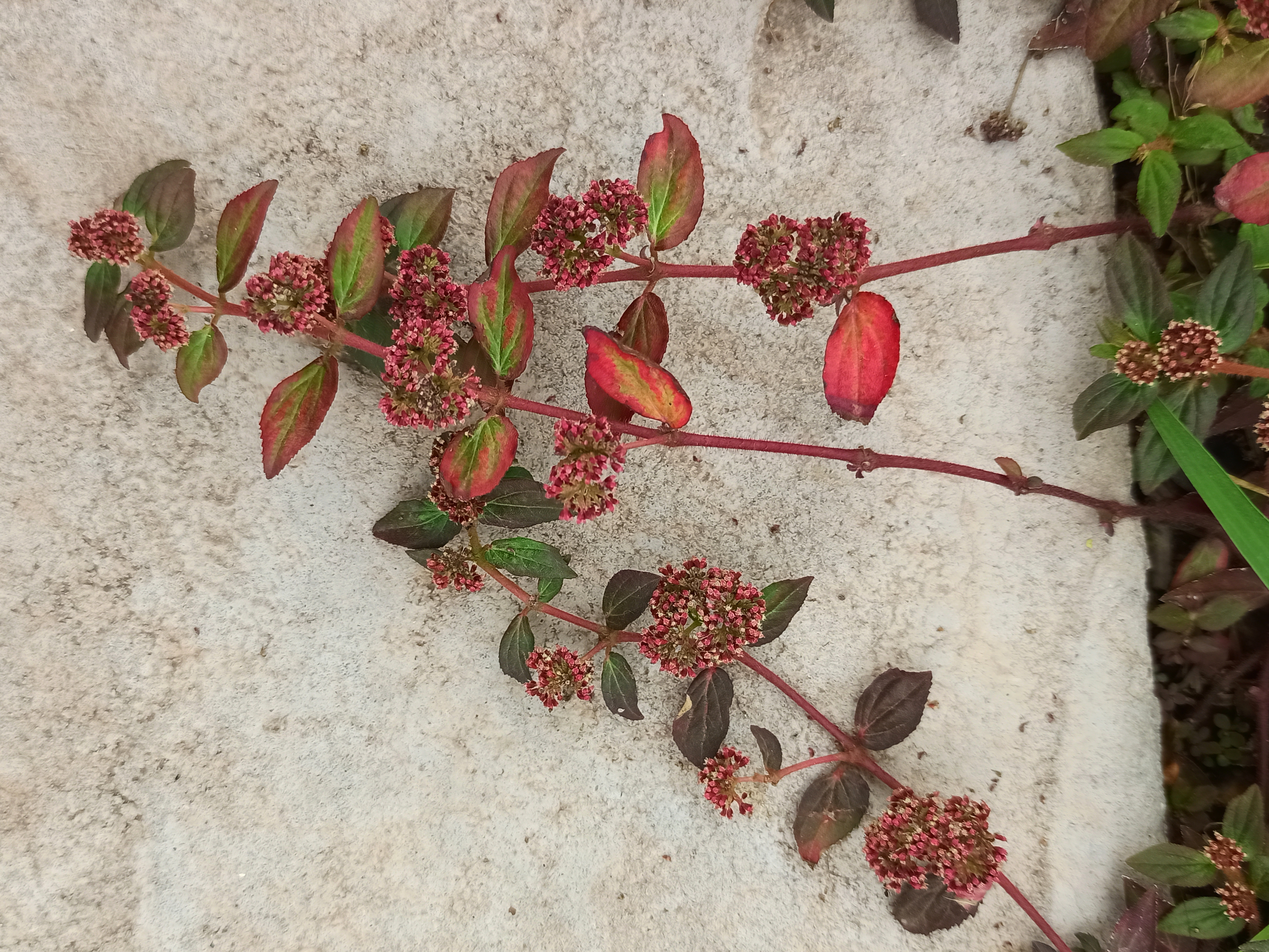
E. hirta.

- Euphorbia nodiflora Steud. (1840).
- Euphorbia pilulifera var. discolor Engelm. in Emory (1859).
- Euphorbia karwinskyi Boiss. (1860).
- Euphorbia bancana Miq. (1861).
- Euphorbia pilulifera var. obliterata (Jacq.) Hitchc. (1893).
- Euphorbia pilulifera var. guaranitica Chodat & Hassl. (1905).
- Euphorbia pilulifera var. arechavaletae Herter (1911).
- Chamaesyce gemella (Lag.) Small (1913).
- Chamaesyce karwinskyi (Boiss.) Millsp. (1916).
- Chamaesyce rosei Millsp. (1916).
- Euphorbia pilulifera var. glabrescens Thell. in Asch. & Graebn. (1917).
- Euphorbia chrysochaeta W.Fitzg. (1918).
- Chamaesyce pekinensis var. glaberrima (Koidz.) Makino & Nemoto (1925).
- Euphorbia pilulifera f. humifusa Domin (1927).
- Euphorbia pilulifera f. rubromaculata  Domin (1927).
- Euphorbia pilulifera f. viridis Domin (1927).
- Chamaesyce pilulifera var. glaberrima (Koidz.) H.Hara (1938).
- Chamaesyce hirta var. glaberrima (Koidz.) H.Hara (1940).
- Chamaesyce hirta var. laeticincta Croizat (1943).
- Chamaesyce hirta f. glaberrima (Koidz.) Hurus. (1944).
- Chamaesyce hirta f. litoralis Hurus. (1954). .[12]